# Vladislav Ribnikar
Vladislav Ribnikar (v srbské cyrilici Владислав Рибникар; 13. listopadu 1871 Trstenik, Srbsko – 1. září 1914) byl zakladatel srbských novin Politika a dlouholetý ředitel deníku, který vedl až do své smrti v první světové válce.
Vladislav se narodil do rodiny Franja Ribnikara ze Slovinska a Milici Srnić z Kostajnici. Studoval v Jagodině a Bělehradu, v letech 1888 až 1892 vystudoval filozofii na místní filozofické fakultě bělehradské univerzity. Magisterský titul získal na Sorbonně a poté nějakou dobu studoval také na Humboldtově univerzitě v Berlíně. Kvůli převratu na srbském trůnu nicméně doktorský titul nakonec nezískal. Po svém návratu do vlasti se rozhodl založit první nezávislé srbské noviny. Do novinářské činnosti se zapojil také i jeho mladší syn Darko Ribnikar. Jeho druhý bratr, Vladislav Slobodan, se stal příbuzným Jiřího Dienstbiera.
V letech 1912 až 1913 se Vladislav Ribnikar zapojil do první a druhé balkánské války. Do aktivní služby byl povolán po vypuknutí války první světové. Byl zabit v boji v západním Srbsku v pohoří Sokolska planina.